# Pseudocophotis
Pseudocophotis — рід ігуаноподібних ящірок родини агамових (Agamidae). Представники цього роду мешкають в Індонезії і В'єтнамі.

## Види
Рід Pseudocophotis нараховує 2 види:
- Pseudocophotis kontumensis Ananjeva, Orlov, Truong, & Nazarov, 2007
- Pseudocophotis sumatrana (Hubrecht, 1879)

## Етимологія
Наукова назва роду Pseudocophotis походить від сполучення слова дав.-гр. ψευδος — несправжній і наукової назви роду Cophotis Peters, 1861.